# Pfarrkirche Oberthern

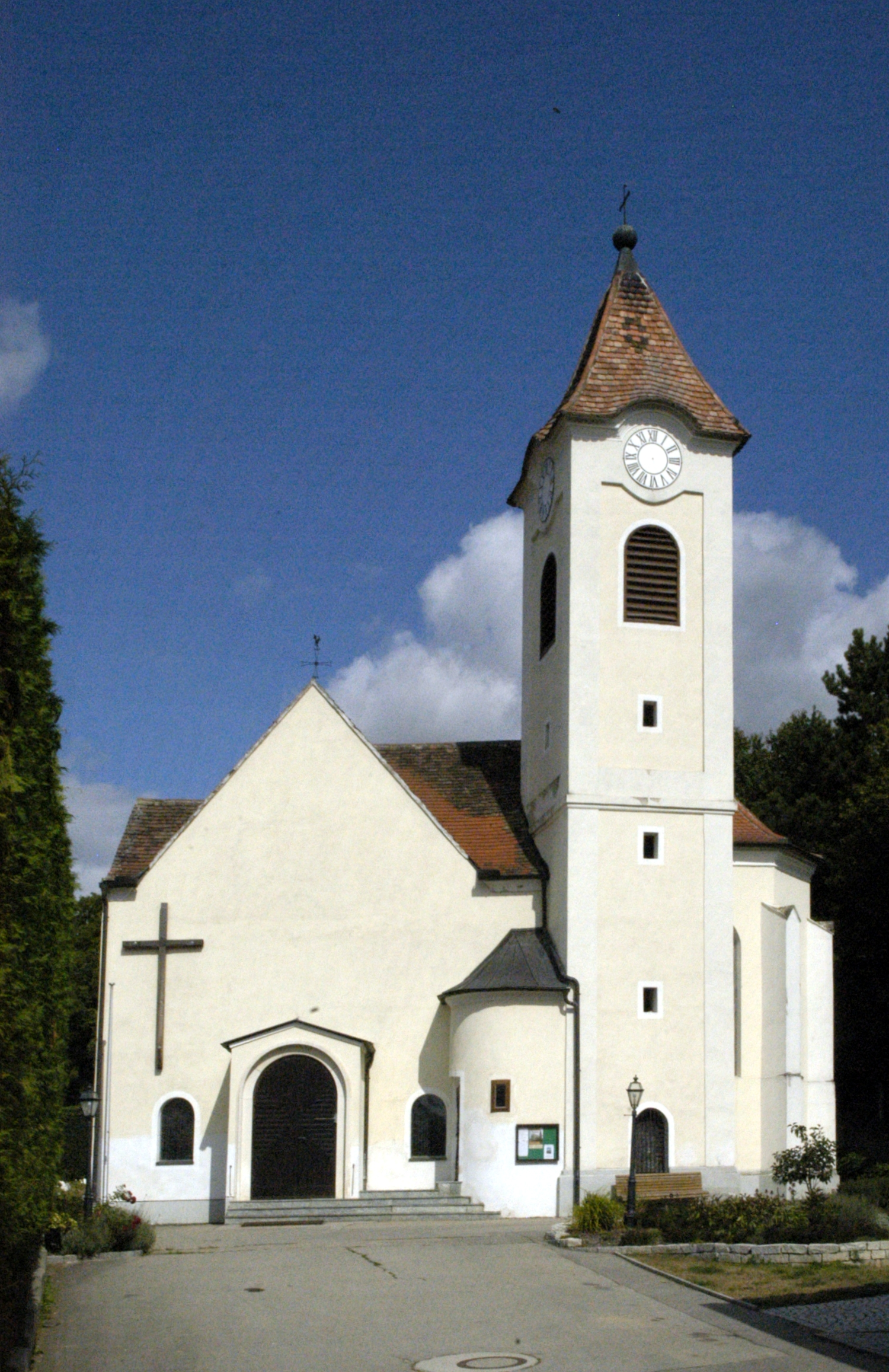
Katholische Pfarrkirche hl. Martin in Oberthern

Die römisch-katholische Pfarrkirche Oberthern steht im Norden der Ortschaft Oberthern in der Gemeinde Heldenberg im Bezirk Hollabrunn in Niederösterreich. Die dem Patrozinium hl. Martin von Tours unterstellte Pfarrkirche gehört zum Dekanat Großweikersdorf im Vikariat Unter dem Manhartsberg der Erzdiözese Wien. Die Kirche steht unter Denkmalschutz (Listeneintrag).

## Geschichte
1784 wurde die Pfarre gegründet.
1738 wurde eine Kirche geweiht, 1767/1768 wurde der Turm verändert. 1784 war ein Brand. 1958/1960 wurde die Kirche nach den Plänen des Architekten Ladislaus Hruska erweitert. 

## Architektur
Der im Kern gotische und barocke Kirchenbau wurde von 1958 bis 1960 beim Langhaus durch eine Erweiterung nach Norden und durch eine südseitige Giebelfront mit einem Portalvorbau neu nach Norden orientiert.
Der Kirchenbau hat spätgotische Strebepfeiler und Maßwerkfenster. Der im Kern gotische Südturm zeigt eine barocke Faschengliederung und Uhrengiebel, er trägt einen 1767/1768 aufgesetzten Pyramidenhelm. Der zweigeschoßige nördliche Anbau am Chor entstand im 19. Jahrhundert. Der nördliche rechteckige Erweiterungsbau unter einem Satteldach hat einen segmentbogig ausgebuchteten Glasrasterabschluss.
Das Kircheninnere zeigt ein modernes nach Norden orientiertes Langhaus, welches zum ehemaligen Chor im Osten durch Pfeilerarkaden abgeriegelt wurde. Der einjochige spätgotische Chor mit einem Fünfachtelschluss hat ein Netzrippengewölbe, die Glasmalereien mit der Darstellung der Heiligen Josef, Martin, Anna und Aloysius entstanden 1906. Das Turmerdgeschoß hat ein spätgotisches Kreuzrippengewölbe. Das neue Hauptschiff hat eine durchgehende Holzbalkendecke, die Glasmalereien schuf Heinrich Tahedl 1959 mit einer Schutzmantelmadonna und Heiligen.

## Ausstattung
Der gebuckelte Sandsteintaufstein entstand um 1700. Eine Glocke nennt Johann Florido 1826. Die ehemalige Orgel aus 1826 von Johann Georg Fischer (8/I/P) wurde 1960 abgetragen.